# باد نندورف
باد نندورف (بالألمانية: Bad Nenndorf) هي بلدة ألمانية تقع في ألمانيا في سكسونيا السفلى. يقدر عدد سكانها بـ 10,401 نسمة.

## معرض صور

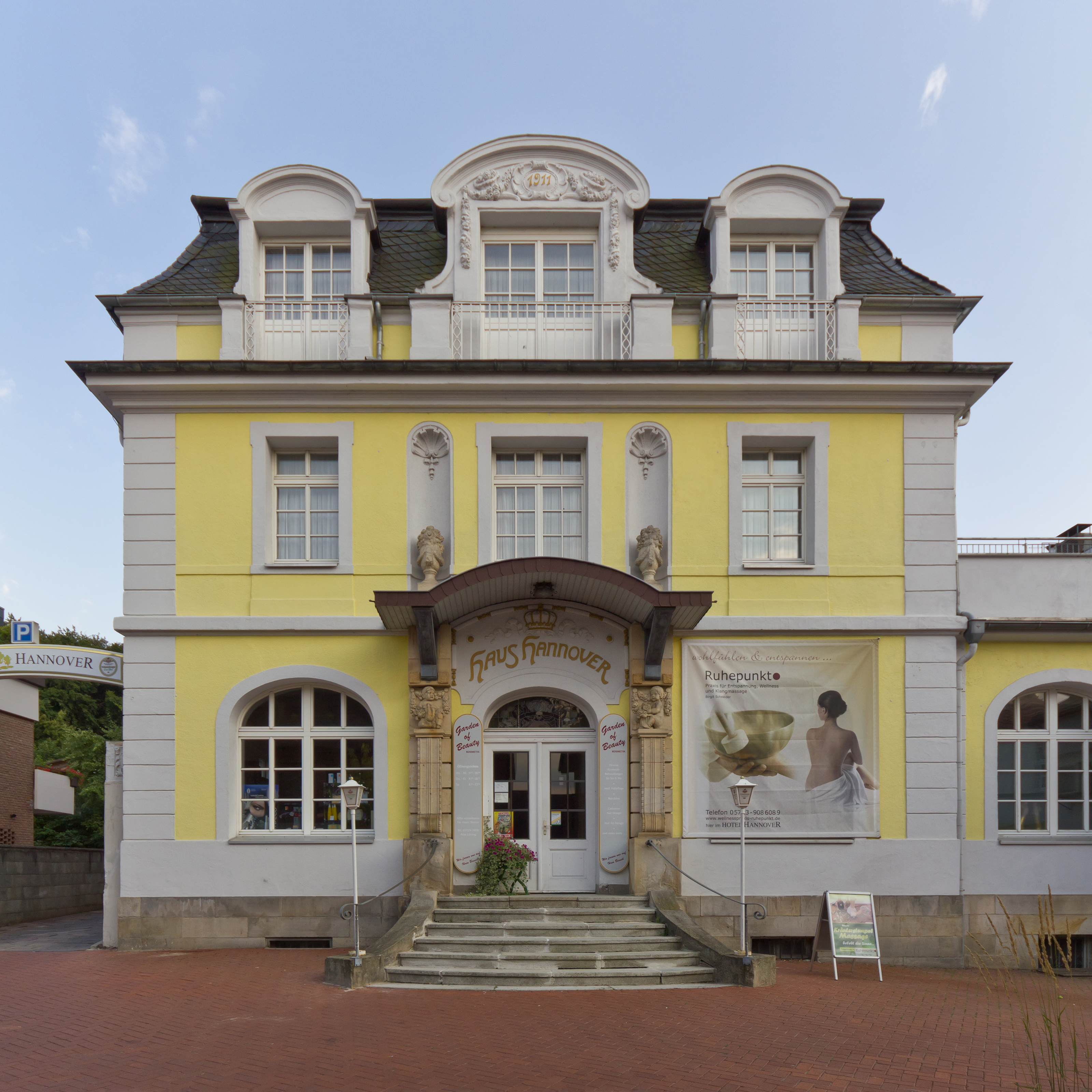
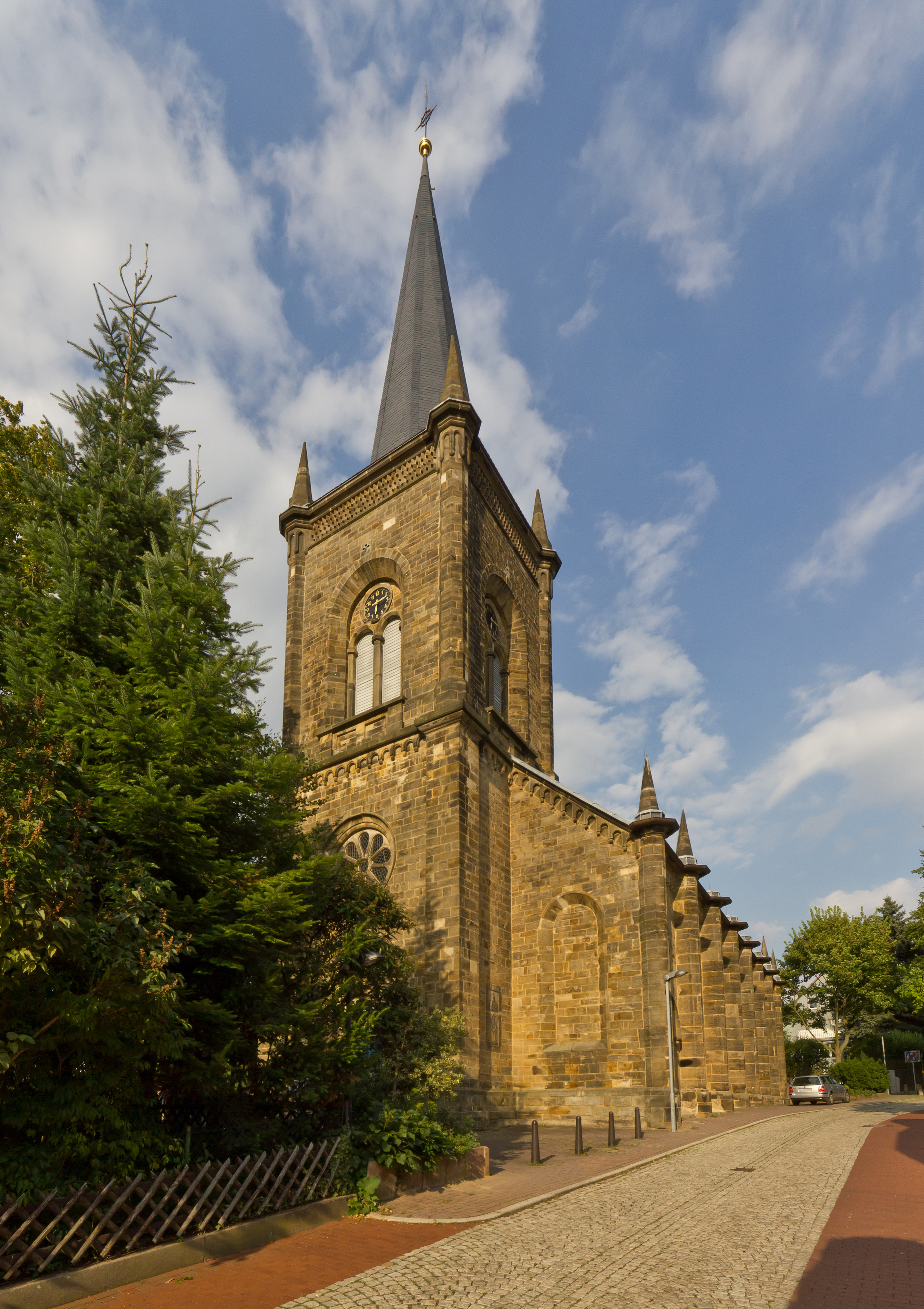
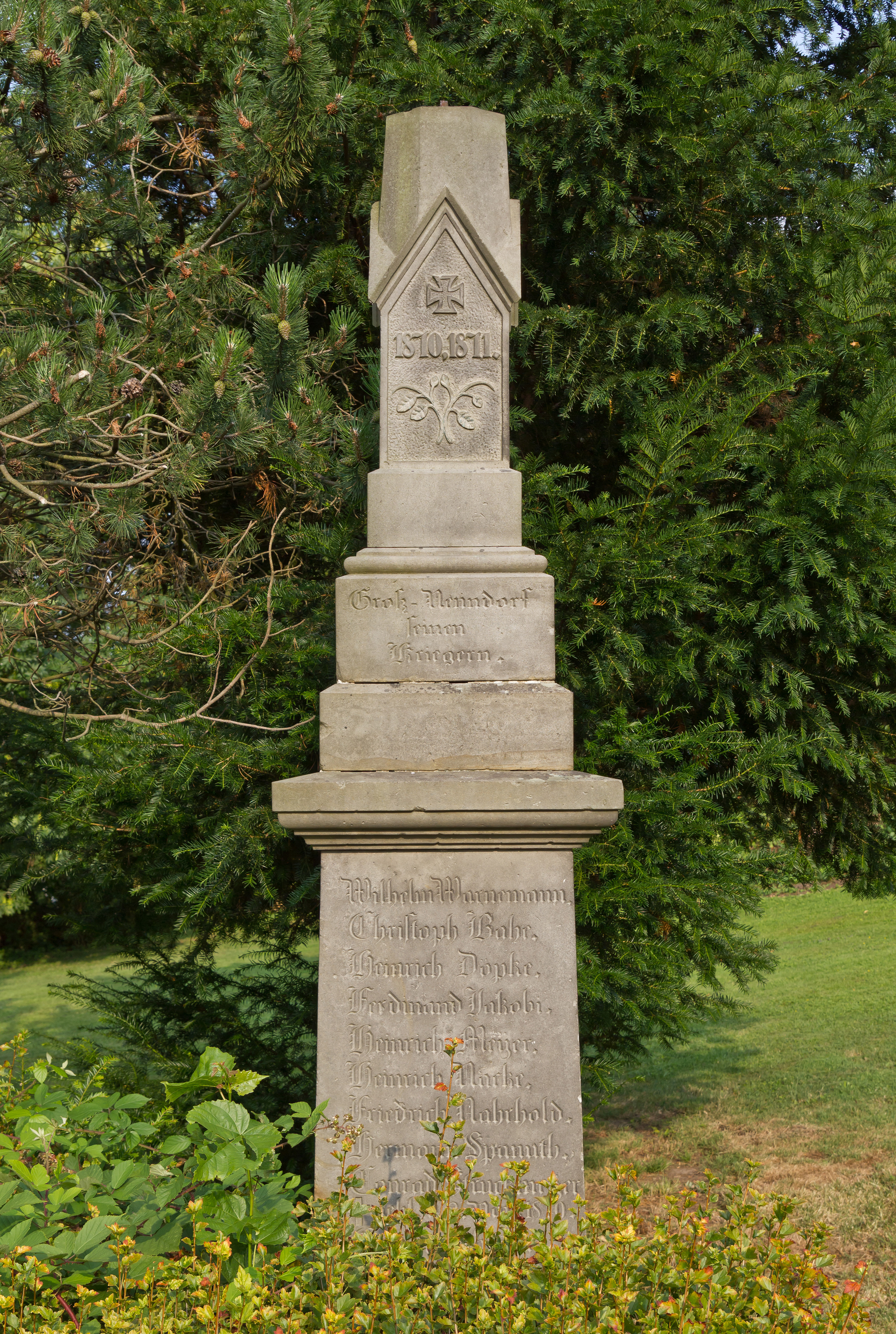
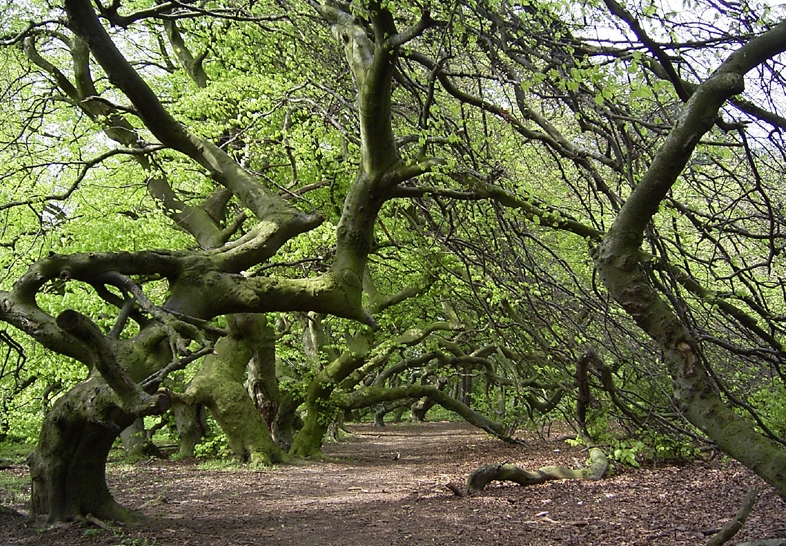